# Gare de Marseille-en-Beauvaisis
Gare de Marseille-en-Beauvaisis vasútállomás Franciaországban, Marseille-en-Beauvaisis településen.

## Vasútvonalak
Az állomást az alábbi vasútvonalak érintik:
- Épinay-Villetaneuse–Le Tréport-Mers-vasútvonal

## Kapcsolódó állomások
A vasútállomáshoz az alábbi állomások vannak a legközelebb:
- Gare de Saint-Omer-en-Chaussée
- Gare de Grandvilliers